# Moropsyche girikchit
Moropsyche girikchit är en nattsländeart som beskrevs av Schmid 1968. Moropsyche girikchit ingår i släktet Moropsyche och familjen Apataniidae. Inga underarter finns listade i Catalogue of Life.